# Autostrada Moskwa–Petersburg
Autostrada Moskwa–Petersburg (ros. Скоростная автомагистраль Москва — Санкт-Петербург «Нева»), nazywana również drogą federalną M11 (ros. федеральная автомобильная дорога М11) lub autostradą M11 Newa – oddana do użytku 27 listopada 2019 płatna autostrada w Rosji, łącząca stolicę kraju z Petersburgiem. Pierwszy fragment drogi został otwarty dla ruchu w 2014 roku. Budowa autostrady wzbudzała kontrowersje ze względu na przecięcie obszaru leśnego Chimki. Poprzednio oznaczenie M11 miała obecna droga federalna A180.

## Przebieg trasy

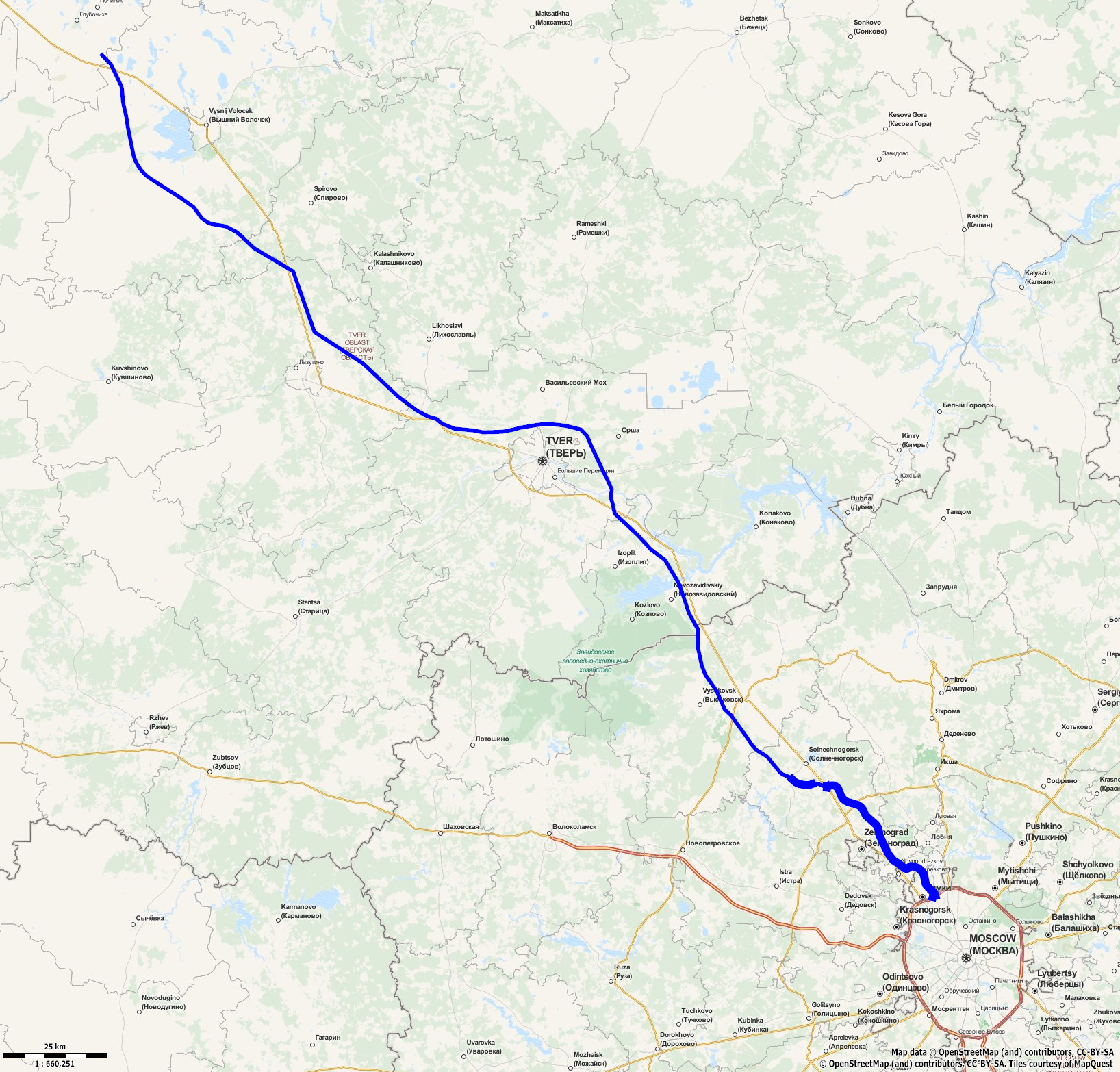
Przebieg autostrady w okolicach Moskwy

Przebieg M11 jest równoległy do istniejącej już drogi magistralnej M10. Autostrada rozpoczyna się w Moskwie i przebiega przez obszar obwodu moskiewskiego (odcinek długości 90 km), następnie twerskiego (253 km), nowogrodzkiego (233 km), leningradzkiego (75 km) aż do zakończenia w Petersburgu.

## Podstawowe dane
Autostrada umożliwia przejazd między dwoma miastami w ok. 6,5 godziny, ma po cztery pasy ruchu w każdą stronę, a w pobliżu Moskwy i Petersburga w sumie od 6 do 10. Dopuszczalna prędkość wynosi od 110 km/h do 130 km/h, a w okolicach Tweru do 60 km/h.
| Opis                 | Wartość  |
| -------------------- | -------- |
| Długość              | 684 km   |
| Prędkość projektowa  | 150 km/h |
| Liczba węzłów        | 32       |
| Liczba wiaduktów     | 167      |
| Liczba mostów        | 85       |
| Liczba pasów ruchu   | 4–10     |
| Szerokość pasa ruchu | 3,75 m   |
| Szerokość pobocza    | 3,5 m    |

## Budowa
Budowę drogi szybkiego ruchu na tej trasie planowano już w latach 70. XX wieku. Jest pierwszą nową autostradę zbudowaną od czasów rozpadu ZSRR. W 2009 roku podpisano umowę na przygotowanie pierwszego odcinka o długości 43 km. Według dyrektora Rosawtodoru (rosyjskiego odpowiednika GDDKiA), Anatolija Chabunina, budowa rozpoczęła się w październiku 2010 i miała trwać trzy lata. 28 listopada 2014 otwarto odcinek łączący Torżok z Wysznim Wołoczokiem, o długości 72 km. Kolejny odcinek trasy (43 km) otwarto 23 grudnia tego samego roku. Odcinek ten łączy moskiewską trasę MKAD z Sołniecznogorskiem.
Następny, 48-kilometrowy odcinek trasy między Torżokiem a Miednoje został otwarty dla ruchu 15 grudnia 2017 roku. 6 czerwca 2018 otwarto dla ruchu aż 215-kilometrowy odcinek od Nowogrodu Wielkiego do Wyszniego Wołoczoka. 3 września 2019 oddano do użytku fragment między Nowogrodem Wielkim a Tosnem, zaś 27 listopada - 35-kilometrowy odcinek między Tosnem a Petersburgiem.
Budowa drogi kosztowała łącznie 520 mld rubli (ponad 8 mld dolarów).

## Opłaty
Opłata za przejazd autostradą będzie zróżnicowana w zależności od rodzaju pojazdu:
- samochody osobowe – 3,6 rubla/km
- autobusy – 9 rubli/km
- samochody ciężarowe – 12,24 rubla/km.

## Trasy międzynarodowe
Autostrada stanowi część rosyjskiego odcinka trasy azjatyckiej AH8.